# ديانا إدواردز
ديانا إدواردز (بالإنجليزية: Deanna Edwards)‏ هي دراجة أمريكية، ولدت في 13 يونيو 1970 في والد ليك في الولايات المتحدة، وتوفيت في 22 يونيو 2015.